# Хохлов, Константин Павлович
Константи́н Па́влович Хохло́в (20 октября (1 ноября) 1885, Москва — 1 января 1956, Ленинград) — русский, советский актёр, театральный режиссёр, педагог. Народный артист СССР (1944).

## Биография
Родился в Москве.
В 1895—1905 годах учился в Александровском коммерческом училище в Москве. В 1908 году окончил Московское театральное училище (ныне Высшее театральное училище имени М. С. Щепкина) (ученик А. П. Ленского).
В 1908—1915 и 1917—1920 годах — актёр Московского Художественного театра. Участвовал в спектаклях его 1-й и 2-й Студий.
В 1914 году женился на Александре Боткиной, в будущем известной киноактрисе и жене режиссёра Льва Кулешова.
В 1915—1917 годах служил в Царской армии (младший унтер-офицер).
В 1916 году дебютировал в кинематографе, сыграв Козачевского в фильме «Ураган».
С 1921 года — актёр, с 1922 по 1925 — режиссёр (в 1922—1923 — главный режиссёр) Большого драматического театра (ныне — имени Г. А. Товстоногова) в Петрограде (ныне Санкт-Петербург). Дебютировал в театре как режиссёр спектаклем «Юлий Цезарь» по трагедии У. Шекспира, в котором сыграл Марка Антония. Поставил несколько спектаклей, отдавая предпочтение экспрессионизму и конструктивизму.
В 1925—1930 годах — режиссёр Ленинградского театра драмы им. А. Пушкина (ныне Александринский театр), в 1926—1930 — руководитель Государственного передвижного театра «Студия», в 1931—1938 годах — режиссёр Малого театра в Москве.
В 1938—1954 годах (с перерывом) — художественный руководитель, затем главный режиссёр Киевского театра русской драмы им. Л. Украинки, где осуществил свои лучшие постановки. С его именем связан расцвет театра, ставшего в эти годы одним из лучших в СССР.

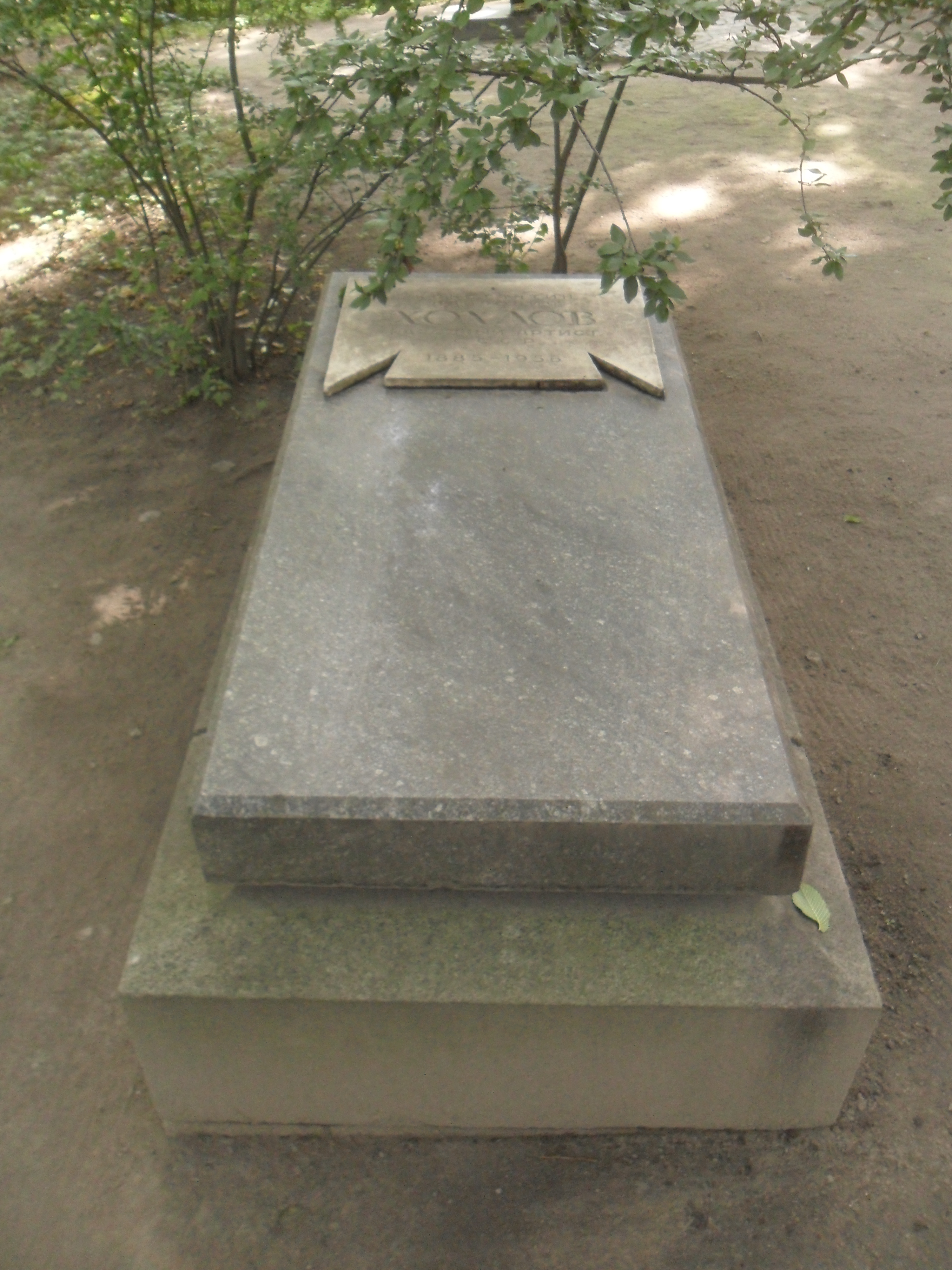
Могила Хохлова на Литераторских мостках в Санкт-Петербурге

В годы войны ставил спектакли в Башкирском театре драмы (ныне — имени Мажита Гафури) (художественный руководитель в 1941—1942 годах, поставил 2 спектакля) и в Русском драматическом театре (поставил 2 спектакля) (оба театра — в Уфе).
В 1954—1955 годах — главный режиссёр Большого драматического театра им. М. Горького (Ленинград).
С 1922 года занимался педагогической деятельностью: преподавал мастерство актёра в театральной студии при Ленинградском театре драмы им. А. Пушкина (1924—1930), Московском театральном училище при Малом театре (1931—1933, преподаватель и заведующий учебной частью), студии при Киевском театре русской драмы им. Л. Украинки (1938—1941, преподаватель и художественный руководитель студии), Киевском театральном институте им. И. Карпенко-Карого (ныне Киевский национальный университет театра, кино и телевидения имени И. К. Карпенко-Карого (1939—1941), Ленинградском театральном институте им. А. Островского (ныне Санкт-Петербургская государственная академия театрального искусства) (1954—1955) (с 1946 — профессор кафедры «мастерство актёра»).
Умер 1 января 1956 года в Ленинграде. Похоронен на Литераторских мостках Волковского кладбища.

## Творчество

### Актёр
Московский Художественный театр
- 1908 — «Синяя птица» М. Метерлинка — Каштан
- 1909 — «Анатэма» Л. Н. Андреева — Пурикес
- 1910 — «Братья Карамазовы» по Ф. М. Достоевскому — прокурор
- 1911 — «Гамлет» У. Шекспира (постановка Г. Крэга) — Горацио
- 1912 — «Нахлебник» И. С. Тургенева (постановка В. И. Немировича-Данченко) — Елецкий
- 1913 — «Николай Ставрогин» по Ф. М. Достоевскому — Маврикий Николаевич
- 1913 — «Брак поневоле» Мольера — Ликаст
- «Живой труп» Л. Н. Толстого (постановка В. И. Немировича-Данченко) — Каренин
- «У жизни в лапах» К. Гамсуна — лейтенант Люнум

1-я и 2-я Студия МХАТ
- «Потоп» Г. Бергера — Бир
- «Балладина» Ю. Словацкого — граф Киркор
- «Балладино» З. Н. Гиппиус — дядя Мика

Большой драматический театр
- 1921 — «Рюи Блаз» В. Гюго (постановка Н. В. Петрова) — Саллюстий де Базан
- 1922 — «Юлий Цезарь» У. Шекспира (постановка К. П. Хохлова) — Марк Антоний
- 1922 — «Земля» В. Я. Брюсова (постановка Н. В. Петрова) — Консул

### Режиссёр
Большой драматический театр
- 1922 — «Юлий Цезарь» У. Шекспира (художники А. Н. Бенуа и Н. А. Бенуа)
- 1922 — «У жизни в лапах» К. Гамсуна
- 1922 — «Газ» Г. Кайзера (художник Ю. П. Анненков)
- 1923 — «Ужин шуток» С. Бенелли (художник В. В. Лебедев)
- 1923 — «Близнецы» («Два Менехма») Плавта (художник В. М. Ходасевич)
- 1924 — «Бунт машин» А. Н. Толстого (художник Ю. П. Анненков)
- 1924 — «Девственный лес» Э. Толлера (художник Н. П. Акимов)
- 1925 — «Учитель Бубус» А. М. Файко (художник Н. П. Акимов)
- 1929 — «Жена» К. А. Тренёва (художник Н. П. Акимов)
- 1954 — «Половчанские сады» Л. М. Леонова
- 1955 — «Перед заходом солнца» Г. Гауптмана

Ленинградский академический театр драмы им. А. Пушкина
- 1924 — «Царь Эдип» Софокла
- 1925 — «Яд» А. В. Луначарского (совмемтно с Н. В. Петровым)
- 1926 — «Пугачевщина» К. А. Тренёва (совместно с Л. С. Вивьеном и Н. В. Петровым)
- 1927 — «Бархат и лохмотья» А. В. Луначарского и Э. Штуккена
- 1928 — «Доходное место» А. Н. Островского
- 1928 — «Горе от ума» А. С. Грибоедова

Малый театр
- 1932 — «Плоды просвещения» Л. Н. Толстого
- 1933 — «Враги» М. Горького
- 1934 — «Бойцы» Б. С. Ромашова (совместно с Л. М. Прозоровским)
- 1935 — «Волки и овцы» А. Н. Островского
- 1936 — «Слава» В. М. Гусева
- 1937 — «На берегу Невы» К. А. Тренёва
- 1937 — «Борис Годунов» А. С. Пушкина
- 1938 — «Дружба» В. М. Гусева (совместно с Е. П. Велиховым)

Киевский русский драматический театр им. Леси Украинки
- 1935 — «Волки и овцы» А. Н. Островского
- 1936 — «Плоды просвещения» Л. Н. Толстого
- 1939, 1946, 1951 — «Каменный властелин» Л. Украинки
- 1939 — «Джоконда» Н. Ф. Погодина
- 1939 — «Простые сердца» К. Г. Паустовского
- 1939 — «Фельдмаршал Кутузов» В. А. Соловьева
- 1940 — «Зыковы» М. Горького
- 1941 — «Дворянское гнездо» И. С. Тургеневу
- 1941 — «Машенька» А. Н. Афиногенова
- 1943 — «Нашествие» Л. М. Леонова (1943 — Караганда; 1944 — Киев)
- 1945 — «Пигмалион» Б. Шоу
- 1945 — «Офицер флота» А. А. Крона
- 1945 — «Горе от ума» А. С. Грибоедова
- 1946 — «Обыкновенный человек» Л. М. Леонова
- 1947 — «Русский вопрос» К. М. Симонова
- 1947 — «Остров мира» Е. П. Петрова
- 1948 — «Таланты и поклонники» А. Н. Островского
- 1948 — «Закон чести» А. П. Штейна
- 1949 — «Обрыв» по И. А. Гончарову
- 1949 — «Наш современник» К. Г. Паустовского
- 1949 — «Восходит солнце» С. Вургуна
- 1950 — «Чайка» А. П. Чехова
- 1950 — «Директор» С. И. Алёшина
- 1951 — «Враги» М. Горького
- 1952 — «Мёртвые души» по Н. В. Гоголю
- 1952 — «Маскарад» М. Ю. Лермонтова
- 1952 — «Овод» по Э. Л. Войнич
- 1953 — «Золотая чума» («Измена нации») В. А. Соловьева
- 1954 — «Месяц в деревне» И. С. Тургенева[5]

Киевский драматический театр им. И. Франко
- 1946 — «Вишнёвый сад» А. П. Чехова

### Фильмография
- 1916 — «Ураган» — Козачевский
- 1916 — «Если счастье на свете сильнее любви» — князь Б.
- 1916 — «За право первой ночи» — новобрачный
- 1916 — «Злые духи» — Леонид Чагин
- 1916 — «И раб дерзнул» — муж графини
- 1916 — «Оскорблённая Венера» — Вернер, брат Вервены
- 1916 — «Роковые мотивы» — Ёжиков
- 1916 — «Зелёный паук» — Борисов
- 1916 — «Чёрные тени» — Ёжиков
- 1917 — «Болотный цветок» — князь
- 1917 — «Венчал их Сатана» — князь Басаргин, муж Елены
- 1917 — «Набат» — Николай Стратонов
- 1917 — «Скошенный сноп на жатве любви» — композитор Чарский
- 1917 — «Первые чувства раба» — Муратов, товарищ прокурора
- 1917 — «Сильный человек» — Билецкий
- 1917 — «Скрещенные мечи» — князь Глеб Турский
- 1917 — «Усни, беспокойное сердце» — Маврикий Гвяздовский, помещик
- 1917 — «Юность не просила страсти запоздалой» — роль
- 1917 — «Ткачи» — Пелавин
- 1918 — «Ваши пальцы пахнут ладаном» — он
- 1918 — «Выстрел» — роль
- 1918 — «Духовные очи» — артист, любовник Анны
- 1918 — «Звезда Олимпии» — роль
- 1918 — «Метель» — Бурмин
- 1918 — «Меч милосердия» — граф Стефан Циховский
- 1918 — «Молчи, грусть… молчи…» — Олексо Пресвич, гипнотизер-иллюзионист
- 1918 — «Та третья» — роль
- 1920 — «Сорока-воровка» — роль
- 1925 — «Степан Халтурин» — прокурор Стрельников
- 1926 — «Соперники» — инженер Кнорринг
- 1927 — «Кастусь Калиновский» — граф Орлов
- 1927 — «С. В. Д.» — генерал Вишневский
- 1928 — «Ася» — Тургенев
- 1932 — «Горизонт» — фабрикант
- 1933 — «Великий утешитель» — Биль Портер (О.Генри)
- 1936 — «Путешествие в Арзрум» — Нурцев
- 1948 — «Суд чести» — председатель Суда Чести

## Награды и звания
- Заслуженный деятель искусств РСФСР (23.09.1937)
- Народный артист Украинской ССР (1939)
- Народный артист СССР (1944)
- Орден Ленина (1948)
- Два ордена Трудового Красного Знамени (1945, 1951)[6]
- Орден «Знак Почёта» (23.09.1937) — за выдающиеся заслуги в деле развития русского театрального искусства
- Медаль «За доблестный труд в Великой Отечественной войне 1941—1945 гг.» (1946)